# Кудензе (општина)
Кудензе (њем. Kudensee) општина је у њемачкој савезној држави Шлезвиг-Холштајн. Једно је од 112 општинских средишта округа Штајнбург. Према процјени из 2010. у општини је живјело 148 становника. Посједује регионалну шифру (AGS) 1061060.

## Географски и демографски подаци
Кудензе се налази у савезној држави Шлезвиг-Холштајн у округу Штајнбург. Општина се налази на надморској висини од 9 метара. Површина општине износи 3,0 km². У самом мјесту је, према процјени из 2010. године, живјело 148 становника. Просјечна густина становништва износи 49 становника/km².